# Humocaro Alto (paroisse civile)
Pour les articles homonymes, voir Humocaro.
Humocaro Alto est l'une des huit paroisses civiles de la municipalité de Morán dans l'État de Lara au Venezuela. Sa capitale est Humocaro Alto.

## Géographie

### Démographie
Hormis sa capitale Humocaro Alto, la paroisse civile comporte plusieurs localités, dont :
- El Jabón
- El Potrero
- Humocaro Alto
- La Mesa
- Loma de la Mesa

## Lieux et monuments
La paroisse civile abrite l'abbaye d'Humocaro, un monastère de moniales cisterciennes, fondé en 1978.